# Ozias Humphry
Ozias Humphry (ou Humphrey) (8 septembre 1742 - 9 mars 1810) est un peintre, portraitiste et miniaturiste britannique. Il fut élu à la Royal Academy en 1791 et nommé Portrait Painter in Crayons to the King en 1792. 

## Biographie

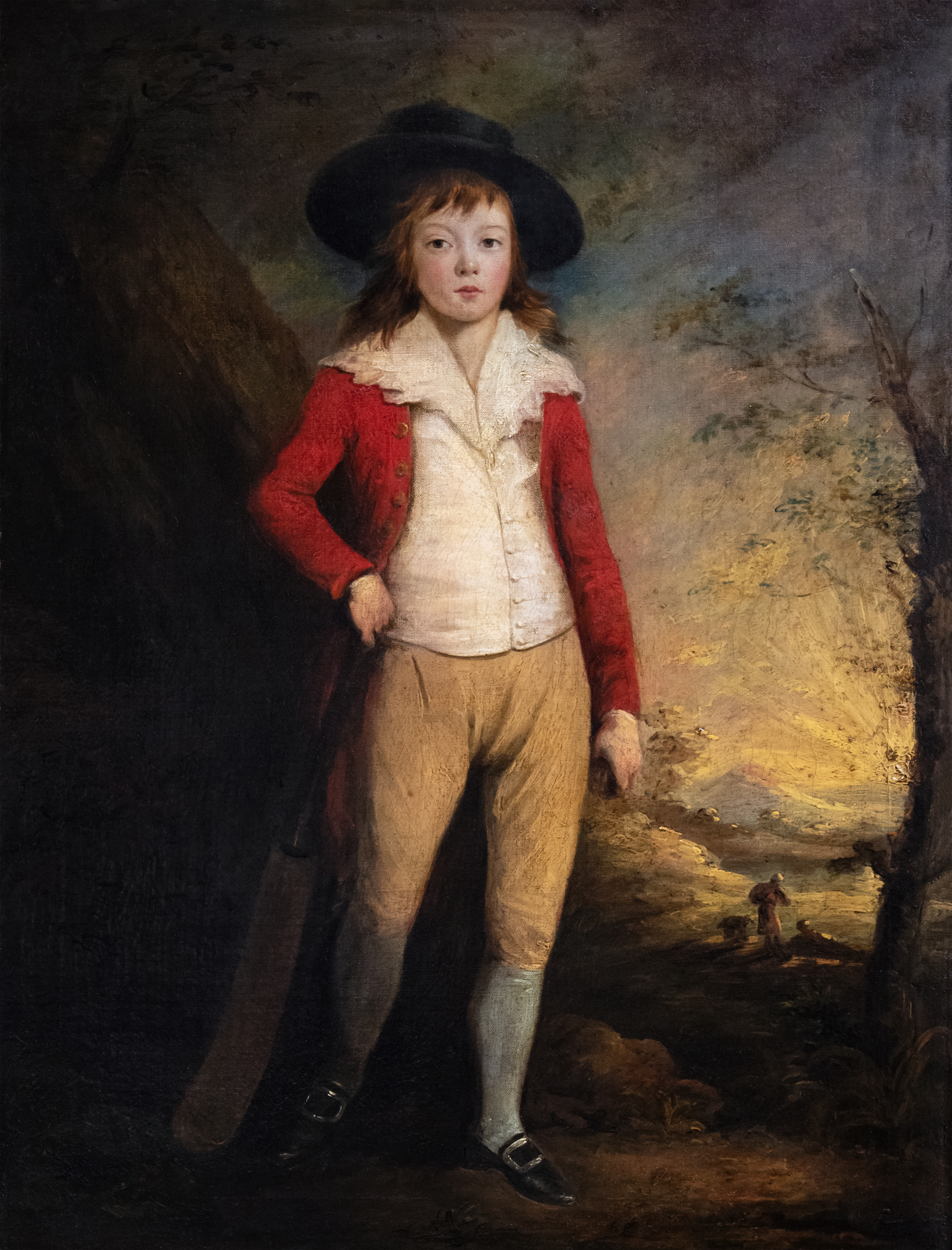
Portrait du jeune Bridger Seward à la batte de cricket (n. d., Musée des Beaux-Arts d'Agen).